# Татарське (Малоярославецький район)
Татарське (рос. Татарское) — присілок в Малоярославецькому районі Калузької області Російської Федерації.
Населення становить 4 особи. Входить до складу муніципального утворення Село Головтєєво.

## Історія
Від 2004 року входить до складу муніципального утворення Село Головтєєво.

## Населення
| 2002 | 2010 |
| ---- | ---- |
| 8    | ↘4   |